# Пизани, Альвизе
Альвизе Пизани (итал. Alvise Pisani; 1 января 1664 — 17 июня 1741) — венецианский дипломат и государственный деятель, 114-й венецианский дож.

## Биография
Сын Джанфранческо Пизани и Паолины Контарини, Альвизе был богатым человеком, его нередко обвиняли в скупости, считается, что он старался подражать роскоши королей. Находясь на государственной службе, Пизани был послом Венеции во Франции, Австрии и Испании, а также советником нескольких герцогов. В 1722 и 1732 годах Пизани выставлял свою кандидатуру на выборах дожа, но проигрывал голосование, пока в 1735 году не оказался единственным кандидатом и получил все голоса на голосовании.

### Дож
Избранный 17 января 1735 года, Пизани сразу же переселился в Палаццо Дукале, взяв с собой всю семью. Торжества по случаю его избрания были щедрыми, были составлены несколько сонетов в его честь. В Венеции состоялся красочный карнавал, контрастировавший с общим упадком Республики. Пизани беззаботно провел годы своего правления, и лишь старение ухудшало его состояние здоровья. С 1736 года, благодаря строительству новых типов судов, с небольшим экипажем и многочисленными орудиями, экономика государства значительно улучшилась после жестких кризисов 1733 и 1734 годов. В мае 1741 года было принято решение о выезде дожа на несколько месяцев на виллу на материк для отдыха. Когда Пизани собирался сесть в гондолу, чтобы отплыть, он почувствовал себя плохо и вернулся во дворец, где вскоре умер.